# James Rothman
James Rothman hay James E. Rothman là Giáo sư trưởng khoa sinh học tế bào Đại học Yale, Giám đốc điều hành Trung tâm Sinh học tế bào số lượng cao. Ông được trao giải Giải Nobel Sinh lý và Y khoa năm 2013. 

## Sự nghiệp
James Rothman sinh ngày 3 tháng 11 năm 1950 tại Massachusetts, Mỹ.
Năm 1971, Ông tốt nghiệp cử nhân tại Đại học Yale. James Rothman lấy bằng Thạc sĩ ở Đại học Harvard năm 1976. Ông lấy bằng Tiến sĩ ở Viện công nghệ Massachusetts từ năm 1976.
Năm 1978, Rothman bắt đầu làm việc tại khoa hóa sinh của Đại học Stanford
Ông cộng tác tại Đại học Princeton từ năm 1988 đến năm 1991, sau đó ông đến New York làm việc tại Trung tâm Ung thư Memorial Sloan-Kettering. Ông đã đảm nhận chức vụ Phó Chủ tịch ở đây.
Năm 2003, ông rời Sloan-Kettering và làm giáo sư sinh lý học tại Columbia University College of Physicians and Surgeons. Ông cũng đồng thời làm Giám đốc Trung tâm Sinh học - Hóa học của Đại học Columbia. Rothman cũng là thành viên của Viện Hàn lâm Khoa học Quốc gia và Viện nghiên cứu của y học.
Năm 1995, Rothman tham gia ban cố vấn khoa học của Amersham Plc. Ông được bổ nhiệm làm trưởng ban cố vấn khoa học GE Healthcare.

## Các nghiên cứu và giải thưởng
Với những nghiên cứu của xuất sắc của mình, ông đã được trao tặng giải Nobel Sinh lý và Y khoa năm 2013 cùng với Randy Schekman và Thomas C. Südhof cho đề tài "khám phá ra nguyên tắc phân tử chi phối cơ chế các protein và những chất khác được vận chuyển bên trong tế bào"..